# Jonesville (Karolina Północna)
Jonesville – miasto w Stanach Zjednoczonych, w stanie Karolina Północna, w hrabstwie Yadkin.